# Consuelo Rodríguez López
Consuelo (Chelo) Rodríguez López (Soulecín, 6 de noviembre de 1919 - Ile de Ré, Francia, 18 de julio de 2019) fue una miliciana y guerrillera antifranquista española. Fue combatiente en la 1ª Agrupación de la Federación de Guerrillas León-Galicia.

## Trayectoria
Hija de Domingo Rodríguez Fernández y de su esposa Amalia López, uno de sus hermanos, Rogelio, se pasó al Ejército republicano. Eso trajo consigo el encarcelamiento del padre y de otro hermano, pasando seis meses en la prisión de Barco. A sus veinte años, el 18 de octubre de 1939, sus padres fueron ajusticiados por un pelotón de fusilamiento, en Soulecín, y sus cuatro hermanos se fueron al monte, donde caerían en combate con las fuerzas franquistas entre 1941 y 1949. Con su hermana Antonia Rodríguez López actuaron como agentes del Servicio de Información Republicana (SIR), como enlaces con la guerrilla.
Antonia y Chelo estuvieron encarceladas en los presidios de Barco, Ponferrada, y de León. Y al comprobar que sus vidas estaban en peligro, huyeron a la montaña, a la denominada Ciudad de la Selva, situada en los montes de la Serra do Eixo (Carballeda de Valdeorras), donde se encontraba el campamento base de los guerrilleros. Allí continuaron su compromiso con los guerrilleros asturianos César y Arcadio Ríos Rodríguez.
Tuvieron que huir en julio de 1946, cuando las fuerzas franquistas descubrieron el campamento. Antonia y Chelo Rodríguez se ocultaron en casas de apoyo de Ourense y O Bierzo, hasta que se tuvieron que separar en Berlanga del Bierzo (León), en 1947, después de llegar a la conclusión de que ya había "demasiadas muertes en la familia". Residió en París, Francia, a donde logró escapar en 1949, con Marino Montes.
Murió siendo "la última guerrillera", según el investigador Santiago Macías,  en la isla francesa de Ré el 18 de julio de 2019.

## Reconocimientos
- El Concejo de Barco le rindió homenaje en julio de 2004 a los padres de Chelo, Domingo Rodríguez y Amalia López, colocando un monolito en el camino denominado lugar de Sampaio (Soulecín), donde fuera fusilado el matrimonio.[4]

## Memoria histórica
- Es la protagonista del documental La Isla de Chelo dirigido por Odette Martínez-Maler, Ismael Cobo y Laetitia Puertas, estrenado en 2008.[5][6]